# Cannabis au Québec

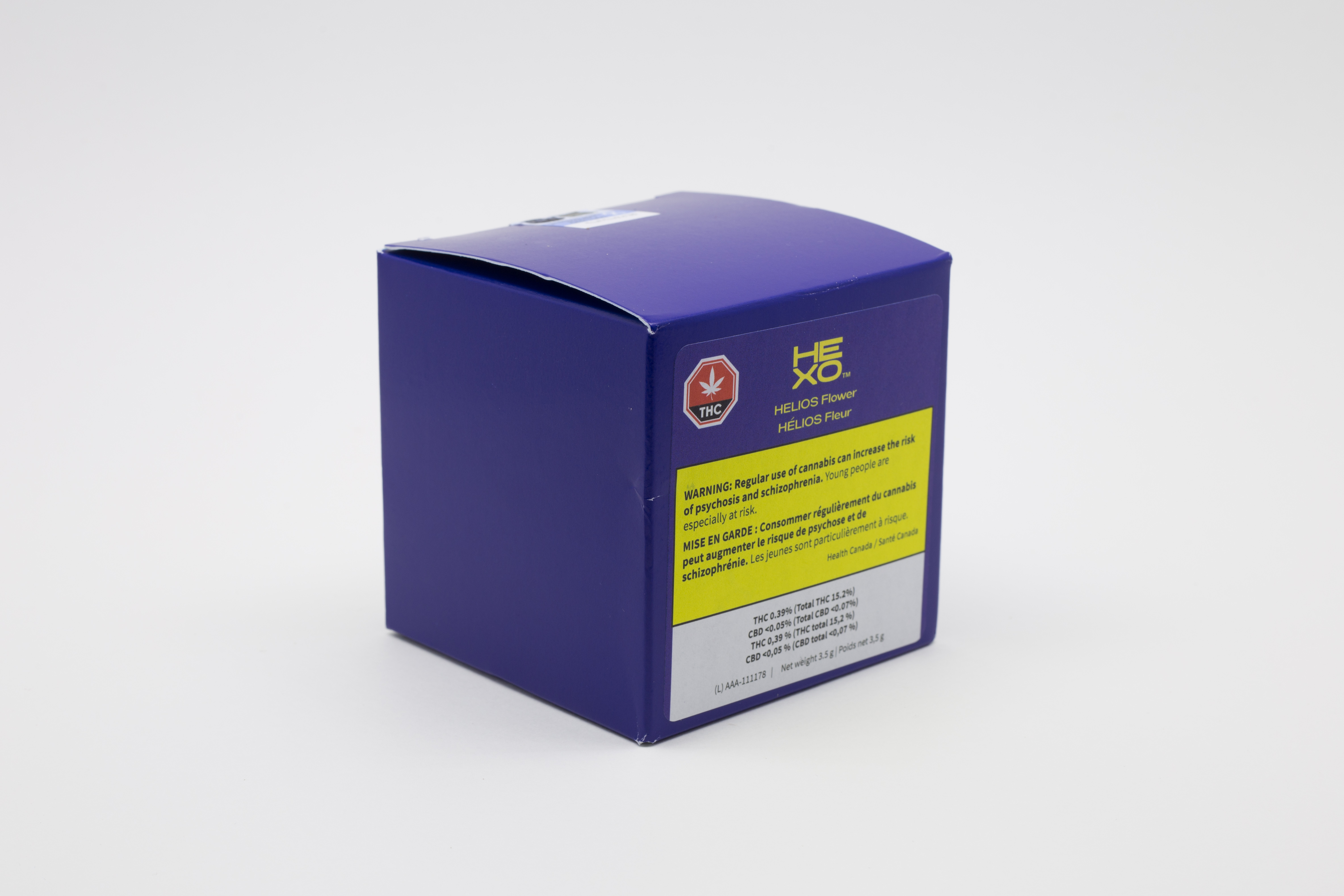
Emballage de cannabis vendu par la Société québécoise du cannabis (SQDC).

Depuis le 17 octobre 2018, le cannabis est légal au Québec. Il est régi par les mêmes lois que le cannabis au Canada, auxquelles s'ajoutent des restrictions supplémentaires prescrites par les lois provinciales. Le 12 juin 2018, l'Assemblée nationale du Québec adopte le projet de loi 157 qui encadre la légalisation du cannabis dans la province. Cette loi, proposée par le gouvernement du Parti libéral du Québec, confie le monopole de la vente du cannabis à une entreprise publique, la Société québécoise du cannabis.
En novembre 2019, le gouvernement de la Coalition Avenir Québec fait adopter la Loi resserrant l’encadrement du cannabis. Cette loi augmente l'âge minimum pour acheter et consommer du cannabis de 18 ans à 21 ans et interdit de consommer du cannabis dans les lieux publics. Ces changements sont entrés en vigueur le 1er novembre 2019.
Parmi l’ensemble des juridictions nord-américaines ayant légalisé le cannabis au Canada et aux États-Unis, le Québec est considéré comme celle ayant le modèle le plus restrictif.

## Consommation récréative du cannabis
Les règles concernant la production, l'achat et la consommation récréative du cannabis au Québec sont parmi les plus strictes au Canada. L'âge minimum requis pour acheter du cannabis est 21 ans, soit supérieures à l'âge requis pour acheter de l'alcool. Malgré ce fait, le seul détaillant autorisé à vendre du cannabis sur le territoire québécois est la Société québécoise du cannabis (SQDC) (une société de la couronne). Les québécois ont le droit de posséder 30 grammes du cannabis séché dans un lieu public ou 150 grammes dans un domicile (peu importe le nombre de résidents)
Le gouvernement a ouvert 12 succursales de la SQDC à travers la province le jour de la légalisation. En novembre 2024, 100 succursales sont en fonction. Les magasins offrent une variété de produits, tels que l'huile CBD, l'huile de cannabis et des pilules.

## Règlements sur la consommation dans les lieux publics
Le règlement portant sur la consommation publique varie d'une municipalité à l'autre. À la suite de l'entrée en vigueur de la loi provinciale encadrant le cannabis, le gouvernement n'a jamais adopté un règlement interdisant la consommation du cannabis dans les lieux publics. Cette décision a été déléguée aux municipalités et aux MRC de déterminer comment appliquer le règlement sur leur territoire. Seules les villes de  Québec et Lévis ont décidé d'interdire la consommation du cannabis dans les lieux publics, Notamment, la ville de Montréal n'a pas décidé d'interdire la consommation publique du cannabis sur son territoire.
Durant la campagne électorale de 2018, la CAQ a annoncé qu'il voulait interdire la consommation publique dans toutes les municipalités de la province.
Cependant, les règlements municipaux ne s'appliquent pas aux lieux règlementés par les lois provinciales. Ces places incluent des lieux tels que des écoles primaires et secondaires, les CEGEP, les installations de soins de santé (hôpitaux et centres de recherche), les CHSLD et les centres de détention exploité par le Ministère de la Justice du Québec. Les bureaux gouvernementaux tels que les palais de justice, les bureaux de la SAAQ et d'autres édifices du gouvernement provinciaux sont également exempté.

## Société québécoise du cannabis
La Société québécoise du cannabis est une entreprise publique qui dispose du monopole de vente du cannabis au Québec. Elle a été établie en vertu de la loi 157, adoptée par l'Assemblée nationale du Québec le 12 juin 2018 pour gérer la distribution et la vente de cannabis sur le territoire québécois. La SQDC est une filiale de la société d'État québécoise la Société des Alcools du Québec. LA SQDC et la SAQ sont des organisations distinctes, gérées de façon indépendante et disposent chacune de leur propre direction et conseil d'administration.
Lors de l'entrée en vigueur de la légalisation en octobre 2018, une douzaine de succursales sont ouvertes à travers le Québec et 110 produits de cannabis y sont offerts. Les produits peuvent aussi être achetés en ligne. Sa première année d’activité est déficitaire et la SQDC reçoit 4,9 millions $ de fonds publics pour résorber son déficit. Dès l'année suivante, la SQDC enregistre des profits et accroît son nombre de succursales et de produits offerts. En 2024, une 100e succursale est créée et un résultat net de 104 millions $ est enregistré pour l'exercice financier 2023-2024, en hausse de 9,7 % par rapport à 2022-2023.

## Cannabis médical
L’usage du cannabis à des fins médicales a été autorisé au Canada en 2001, à la suite d’une décision de la Cour d’appel de l’Ontario. En réaction, Santé Canada édicte le Règlement sur l'accès au cannabis à des fins médicales qui permet à certains patients souffrant de maladies graves l’accès au cannabis à des fins médicales. Ce règlement a été ensuite remplacé par le Règlement sur l’accès au cannabis à des fins médicales, qui a été adopté par le gouvernement du premier ministre Stephen Harper.
Depuis la légalisation du cannabis à des fins récréatives édictée en 2018, deux régimes distincts et parallèles coexistent au pays. Le régime du cannabis à des fins médicales demeure sous la juridiction fédérale, est entièrement régulé par Santé Canada et c’est auprès de cette agence que les consommateurs à des fins médicales doivent s’enregistrer. La SQDC ne vend aucun cannabis relié à des prescriptions médicales. Une comparaison des prix des produits de cannabis entre les deux régimes menée en 2018 a montré que le cannabis à des fins médicales coûtait de 20 à 40 % de plus que des produits comparables vendus à SQDC.